# Comitê de Enlace pela Reconstrução da Quarta Internacional
O Comitê de Enlace pela Reconstrução da Quarta Internacional (CERQUI) (em espanhol: Comité de Enlace por la Reconstrución de la IV Internacional) é uma organização internacional trotskista, com atuação na América Latina. O CERCI na sigla em espanhol ou CERQUI em português, foi fundado em 1988. O principal teórico desta corrente foi Guillermo Lora, líder do POR boliviano.
Os membros fundadores da CERQUI incluem:
- Partido Obrero Revolucionario da Argentina , fundado em 1988;
- Partido Obrero Revolucionario da Bolívia, fundado em 1988;
- Partido Operário Revolucionário do Brasil, fundado em 1989 e se juntou ao CERQUI.

Alguns relatos afirmam que ele foi suspenso temporariamente por volta de 1997, mas retomado em seguida. O CERQUI edita um Boletim Internacional e realiza Conferências regulares. O POR na Bolívia ainda se refere a si mesmo como uma seção da CERQUI. Em 2009 o obituário de Guillermo Lora foi assinado pelo CERQUI.